# Piero Turchetti
Piero Turchetti (Genova, 12 maggio 1924 – Urbino, 30 giugno 2003) è stato un regista italiano.

## Biografia
Dopo aver conseguito il diploma al Centro sperimentale di cinematografia di Roma, nel 1953 entrò alla Rai, dove, durante la fase della sperimentazione, fu tra gli artefici dei primi passi dell'ente televisivo nazionale, prima al Centro di produzione Rai di Milano, poi a quello di Roma. Legò il suo nome ad alcuni programmi che hanno fatto la storia della TV italiana, come Telematch, Campanile sera e Rischiatutto, nel quale Mike Bongiorno dava il via alla trasmissione con la frase: "fiato alle trombe... Turchetti!!!". Nel corso della sua carriera sperimentò quelle che, per i tempi, erano le più rivoluzionarie innovazioni tecnologiche, come il croma key, usato come sfondo in una riedizione di Lascia o raddoppia?, nel 1979. Dopo la scomparsa della moglie visse per anni, in solitudine, a Mercatello sul Metauro vicino a Urbino, fino al suo decesso.

## Regie
- I nostri figli (Programma Nazionale, 1956)
- Primo applauso (Programma Nazionale, 1956)
- Telematch (Programma Nazionale, 1957)
- Avanti un altro (Programma Nazionale, 1959)
- Campanile sera (Programma Nazionale, 1959-1961)
- Gran premio (Programma Nazionale, 1963)
- Napoli contro tutti (Programma Nazionale, 1964)
- La prova del nove (Programma Nazionale, 1965)
- Giochi senza frontiere (Secondo Programma, 1965-1970)
- Cantagiro 1967 (Secondo Programma)
- Bada come parli (Programma Nazionale, 1969)
- Rischiatutto (Programma Nazionale, 1970-1974)
- Un disco per l'estate 1973 (Programma Nazionale)
- Più che altro un varietà (Secondo Programma, 1975)
- Scommettiamo? (Rete 1, 1976-1979)
- Mille e una luce (Rete 1, 1978)
- Lascia o raddoppia? (Rete 1, 1979)
- Flash (Rai Uno, 1980-1982)
- Fascination (Rete 4, 1984)
- Italia sera (Rai Uno, 1984-1985)
- Telestoria (Rai Tre, 1988-1990)

## Fonti
- Teche Rai, su teche.rai.it. URL consultato il 16 gennaio 2008 (archiviato dall'url originale il 13 settembre 2008).
- Rai: trasmissioni televisive di Stato abbinate alla Lotteria Italia, su lotteriaitalia.net. URL consultato il 16 gennaio 2008 (archiviato dall'url originale il 29 settembre 2007).
- Rischiatutto, su webalice.it. URL consultato il 16 gennaio 2008 (archiviato dall'url originale il 6 marzo 2007).
- La storia delle fiction, su egovista.it.
- È morto Piero Turchetti, fu regista di «Rischiatutto» e «Lascia o raddoppia?», su archiviostorico.corriere.it.
- La scomparsa, su clicmedicina.it.